# Иваненко, Павел Сергеевич
Павел Сергеевич Иваненко (укр. Павло Сергійович Іваненко; 15 сентября 1918 год, село Петровцы, Миргородский уезд, Полтавская губерния — 31 декабря 1973 года, село Петровцы, Миргородский район, Полтавская область, Украинская ССР) — председатель колхоза «Украина» Миргородского района Полтавской области, Украинская ССР. Герой Социалистического Труда (1971).

## Биография
Родился 15 сентября 1918 в крестьянской семье в селе Петровцы Миргородского уезда Полтавской области. Окончил начальную школу в родном селе. С 1937 года работал счетоводом в колхозе «Украина» Миргородского района.
В 1939 году был призван в Красную Армию на срочную службу. Участвовал в советско-финской войне и позднее — шифровальщиком в Великой Отечественной войне в составе 8-го отдела штаба 38-й армии на Западном, Брянском и Воронежском фронтах.
После демобилизации в 1947 году продолжил работу в колхозе «Украина». Восстанавливал разрушенное хозяйство. В 1948 году был избран председателем колхоза, которым руководил на протяжении последующих 25 лет до своей кончины. В 1955 году окончил в Полтаве школу по подготовке руководящих кадров колхозов и совхозов по специальности «агроном». В 1971 году удостоен звания Героя Социалистического Труда «за выдающиеся успехи, достигнутые в развитии сельскохозяйственного производства и выполнение пятилетнего плана продажи государству продуктов земледелия и животноводства».
Избирался делегатом XXIV съезда КПСС и депутатом Полтавского областного Совета народных депутатов.
Скончался в 1973 году в селе Петровцы Миргородского района.

## Награды
- Герой Социалистического Труда — указом Президиума Верховного Совета СССР от 8 апреля 1971 года
- Орден Ленина — дважды (31.12.1965; 1971)
- Орден Октябрьской Революции (08.12.1973)
- Орден Отечественной войны 2 степени (15.09.1943)
- Орден Красной Звезды (13.06.1945)
- Медаль «За боевые заслуги» (15.09.1942)